# القيادة التعليمية
القيادة التعليمية (بالإنجليزية: Instructional leadership)‏ يمكن تعريفها بشكل عام على أنها إدارة المناهج والتعليم عن طريق مدير المدرسة. وقد ظهر هذا المصطلح نتيجة للبحث المرتبط بالحركة المدرسية الفعالة في الثمانينيات الميلادية، والتي أظهرت أن سر إدارة المدارس الناجحة يبرز في دور مديري المدارس. ومع ذلك، لقد تم توسيع مفهوم القيادة التعليمية مؤخرًا ليشمل العديد من النماذج الموزعة التي تركز على التمكين الموزع والمشترك بين أعضاء المدرسة، وعلى سبيل المثال القيادة الموزعة، القيادة المشتركة، والقيادة التحويلية.

## التاريخ
برز مفهوم القيادة التعليمية وتطور في الولايات المتحدة ضمن الحركة المدرسية الفعالة في الثمانينيات الميلادية. وقد كشفت الأبحاث الناتجة عن هذه الحركة أن مدير المدرسة أمر ضروري للنجاح في تعلم الأطفال في المدارس الابتدائية الحضرية الفقيرة. كما وقد أظهر هذه الدراسة أن الخصائص الشخصية للمبدأ المثالي هي التفكير القوي، والإدراك، والإدارة من أعلى إلى أسفل، والكاريزما أو مايعرف بالشخصية.
خلال التسعينيات من القرن المنصرم، كان نموذج القيادة التربوية قوي ولا يزال محور النقاش حول القيادة التربوية، وذلك نظراً لفعاليته في المدارس. ومع ذلك، منذ ذلك الحين تم انتقاد هذا المفهوم وذلك لتركيزه الكبير على الدور البطولي اإدارة الفرد الواحد. ونتيجة لذلك، بدأ العلماء في استكشاف نماذج القيادة لسد هذا الانتقاد، وكما وقد أشاروا إلى الطبيعة الموزعة للقيادة التعليمية مثل القيادة التحويلية، وقيادة المعلمين، والقيادة المشتركة، والقيادة الموزعة، وكلها هذه النظريات تفهم القيادة التربوية باعتبارها منظوراً عملياً وأوسع نطاقًا ويشمل ذلك المجتمعات المدرسية. علاوة على ذلك، ألقت حركة المساءلة في القرن الحادي والعشرين ضوءًا جديدًا على القيادة التعليمية وذلك نظرًا لأن هذا النموذج يركز بشكل أكبر على مخرجات تعلم الطلبة.

## المناهج
لقد عرف الباحثون أن القيادة التعليمية تشمل عدة مناهج مختلفة. أولاً، مفهوم القيادة التعليمية يمكن تقسيمة مقاربة إلى قسمين «حصرية» و «شاملة». ينظر الباحثون الذين ينظرون للقيادة التعليمية على أنها «حصرية» إلى المدير باعتباره المسؤول الوحيد عن المسؤولية عندما يتعلق الأمر بوضع أهداف للمدرسة والإشراف عليها وتطوير التدريس الذي يعزز التحصيل الدراسي. ويميل هذا المنظور إلى التركيز فقط على دور المديرين كقادة تعليميين مثل (هلينچر ومافرفي، 1985 ).
ومع ذلك، لقد قام باحثون آخرون بتوسيع مفهوم القيادة التعليمية مؤخرًا، فلم يعد محصوراً فقط على مديري المدارس، وإنما أيضًا يشمل أعضاء المدرسة الآخرين. لذلك هم يأخذون نهجا «شاملا» للقيادة التعليمية على وجه الخصوص، وقد أشارت ماركس وبرينتي (2003)  إلى ضرورة التعاون بين مديري المدارس والمعلمين لتطوير المناهج والتدريس وذلك لتحسين تحصيل التلاميذ. وهكذا، تصوروا هذا النهج الشامل باعتباره «قيادة تعليمية مشتركة» وتم إدراك دور مديري المدارس على أنهم «قادة القادة التربويين». جادل هالينجر (2003)  فيما يتعلق بنهج القيادة التحويلية، حيث يتم تقاسم القيادة مع أعضاء المدرسة؛ ويقال أن هذا النهج لتمكين الموظفين. تعد القيادة التحويلية تكملة جيدة لنهج القيادة التعليمية التي تركز فقط على المبادئ الأساسية والاستراتيجيات من أعلى إلى أسفل. لهذا السبب، اقترح هالينجر دمج نهج القيادة التعليمية والتحولية.
ثانياً، لقد قام الباحثون بتصنيف أنماطاً للقيادة التعليمية وفقًا للأنشطة «المباشرة» و «غير المباشرة». حيث يعتبر النمط الأول «ضيق» بينما الآخر يعتبر «واسع» للقيادة التعليمية. هذا التمييز يعود إلى حقيقة أن المنظور المباشر يركز فقط على الإجراءات العاجلة المتعلقة بالتعليم، كمراقبة الفصول الدراسية وتطوير المناهج الدراسية، بينما يركز النمط غير المباشر على نطاق أشمل على الأنشطة غير المباشرة، كتهيئة المناخ المدرسي، وكذلك الأنشطة المباشرة.

## الخصائص
لقد حدد عدداً من الباحثين الخصائص والمكونات للقيادة التعليمية. وقد تم استخدام النموذج المفاهيمي لهالنجر ومورفي (1985)  على نطاق شامل في الدراسات التجريبية للقيادة التعليمية. لقد اقترح المؤلفون أن الدورالأساسي للقادة التربويين يتحدد في ثلاثة أبعاد أساسية وهي:
1) تحديد مهمة المدرسة ، 2) إدارة البرنامج التعليمي ، و 3) تعزيز المناخ الإيجابي للتعلم المدرسي . في هذه الأبعاد الثلاثة، نجد أن لمديري المدارس عدة وظائف مختلفة. أولاً، يرتكز تحليلهم لدور القائد في تحديد مهمة المدرسة على وظيفتين: صياغة أهداف مدرسية واضحة والتواصل مع تلك الأهداف المدرسة الواضحة. ثانياً، في مجال إدارة البرنامج التعليمي ، يوجد لدى المديرين ثلاثة وظائف: الإشراف على التعليم وتقييمه، وتنسيق المناهج الدراسية، ومراقبة تقدم تحصيل الطلبة. ثالثًا، فيما يتعلق بالتعزيز الإيجابي لمديري المناخ التعليم المدرسي، هناك خمس وظائف: حماية وقت التدريس، وتعزيز التطوير المهني، والحفاظ على الرؤية العالية، وتوفير الحوافز للمعلمين، وتوفير حوافز للتعلم.
اقترح مورفي (1988)  أربعة أبعاد أساسية للقيادة التعليمية: 1) تطوير المهمة والأهداف ، 2) إدارة وظيفة الإنتاج التعليمي ، 3) تعزيز المناخ التعلم الأكاديمي ، و 4) تطوير بيئة عمل داعمة .
اقترح دوق (1982)  ستة وظائف للقيادة التعليمية المتعلقة بفعالية المعلم والمدرسة: 1) تطوير قدرات العمالين : التوظيف، التعليم أثناء الخدمة، وتحفيز العاملين، 2) الدعم التعليمي : الأنشطة المنظمة للحفاظ على البيئة الموجهة وذلك لتحسين عملية التدريس والتعلم، 3) الحصول على الموارد وتخصيصها : توفر مواد تعليمية كافية، مرافق مناسبة، وموظفو الدعم المدربون 4) مراقبة الجودة : التقييم والإشراف والمكافآت والعقوبات، 5) التنسيق : الأنشطة التي تمنع الأغراض المشتركة أو العمليات المتكررة، و 6) استكشاف الأخطاء وإصلاحها : مراقبة وحل المشاكل في إدارة المدرسة. ترتبط الوظائف الأربع الأولى للقيادة التعليمية ارتباطًا مباشرًا بسلوكيات التدريس، بينما تعتبر الوظائف المتبقية ذات صلة غير مباشرة بالأنشطة التعليمية.
وضع أندرو وباسكوم وباسكوم (1991)  أربع استراتيجيات يستخدمها القادة التعليميون وذلك لتعزيز تحصيل الطلبة: 1) مزود الموارد : توفير الموارد من أجل تحقيق أهداف التعلم، 2) الموارد التعليمية : توفير الاستراتيجيات والمهارات اللازمة لتحقيق أفضل ممارسة تدريس، وفرص التطوير المهني، وتقييم الأداء المدرسي المرتبط بالتعليم، 3) التواصل : تشجيع النقاش بين أعضاء المدرسة حول رؤية المدرسة وأهدافها وثقافتها للتعلم الناجح، و 4) الحضور المرئي : الظهور ويكون ذلك من خلال المقابلة والتفاعل وجهاً لوجه وكذلك من خلال التبادلات غير الرسمية في الأنشطة اليومية.
من خلال مراجعة عدد من الأدبيات الشاملة، حدد سبيلن وهالفرسون ودايموند (2004)  أن القادة التربويين لديهم وظائف عدة على مستوى المدرسة. «1) بناء وبيع الرؤية التعليمية، 2) تطوير وإدارة ثقافة مدرسية تقود إلى محادثات حول التقنية الأساسية للتعليم وذلك من خلال العمل على بناء قواعد من الثقة والتعاون والصحافة الأكاديمية بين أعضاء المدرسة، 3) شراء وتوزيع الموارد، بما في ذلك المواد، والوقت، والدعم، والتعويض، 4) دعم نمو المعلم وتطويره، بشكل فردي وجماعي، 5) توفير كل من الرصد التلخيصي والتكويني للتعليم والابتكار، و 6) تهيئة المناخ المدرسي الذي لا تسيطر فيه القضايا التأديبية على القضايا التعليمية».

## دراسة تجريبية
استعرضت دراسة أجراها كلاً من هالينجر وهيك (1996، 1998)  بحثًا تجريبيًا مكثفًا أجري بين عامي 1980 و 1995 حول آثار مديري المدارس على أذاء الطلبة وقد وضعت ثلاثة نماذج لوصفها (1996، ص. 16؛ 1998، ص. 162).
- نموذج التأثيرات المباشرة ، حيث يؤثر مديري المدارس بشكل مباشر على مخرجات الطالب وذلك من دون توسط المتغيرات.
- نموذج للتأثيرات الوسيطة، حيث يؤثر مديري المدارس بشكل غير مباشر على مخرجات الطلبة وذلك من خلال متغيرات الوساطة (مثل ميزات التنظيم المدرسي والمعلمين وأعضاء المدرسة)
- نموذج الآثار المتبادلة ، أي أنه يكون لمدراء المدارس وخصائصها علاقة تفاعلية
نموذج التأثير الغير المباشر
فيما يتعلق بالتأثير المباشر لمدراء المدارس على تحصيل الطلبة، أظهرت النتيجة أن التأثيرات كانت «غير موجودة أو ضعيفة أو متضاربة أو مشكوك فيها من حيث الصلاحية» (1996، ص 37). يشير ذلك إلى أن مديري المدارس لا يؤثرون بشكل مباشر على تحصيل الطلاب، أو إذا كانت التأثيرات صغيرة جدًا. أيضًا، يشير النقاد إلى أن هذا النهج لا يكشف من خلال تأثير العملية الخفية لقادة المدارس على أداء الطلاب.
نموذج الآثار بوساطة
بالمقارنة مع هذه النتائج أعلاه، كان نموذج التأثير الوسيط يعتمد على «تصميم بحثي أكثر تطوراً وقوة وطرق إحصائية قوية» (1996، ص 37). لقد وجد أن مديري المدارس يؤثرون بشكل كبير على أداء الطلاب من خلال متغيرات الوساطة الأخرى، مثل طاقم المدرسة أو الأحداث أو العوامل التنظيمية.
نموذج الآثار المتبادلة
في تعريف نموذج التأثير المتبادل، وجد المؤلفون إلى أنه حتى الآن لا توجد دراسات لإثبات هذا التأثير. وبالرغم من ذلك، فأنه من الضروري ملاحظة هذا النموذج لأن مدراء المدارس لا يقومون فقط بدورهم القيادي بطرق تؤثر على التحصيل الدراسي، وإنما أيضاً تؤثر نتائج المدارس بشكل سلبي على أنشطة مدراء المدارس. وبالتالي، فإن مدراء المدارس والأداء المدرسي لديهم علاقة متبادلة.
دراسات أخرى
إلى جانب المراجعة الشاملة التي أجرتها شركة هلينقرز وهوك، استكشفت أن العديد من الدراسات التي أجريت في التسعينيات والألفينيات كان لها أيضًا تأثير القيادة التعليمية على نتائج المعلمين الطلبة. وذلك فيما يتعلق بتأثير مديري المدارس على المعلمين، حيث كشفت دراسة شيبرد (1996) في المدارس الكندية أن أنشطة القيادة التعليمية للمديرين ترتبط ارتباطًا إيجابيًا بمستوى التزام المعلم بالمدرسة والمشاركة المهنية والإبداع في المدرسة.

## مراحل تطوير القادة التربويين
ناقش مارش (1992)  بأن القادة التربويين يتطورون على ثلاث مراحل وهي: 1) البدء ، 2) العمل على تجزئة القيادة التعليمية ، و 3) فهم القيادة التعليمية بأكملها . ففي المرحلة الأولى: يحصل مدراء المدارس على التواصل الاجتماعي في دور مسؤول الموقع وتنمية مهارات الإدارة ذات الرتابة. ومع ذلك، حتى الآن ليس لديهم تركيز حقيقي على القيادة التعليمية. أما في المرحلة الثانية، فيمكن للمدراء تحسين قدرتهم على الإدارة. حيث في هذه المرحلة، يعكس مدراء الإدارة والقيادات التعليمية باعتبارها فكرة معزولة، ولا يزال لديهم فهم مجزأ حول القيادة التعليمية. أما في المرحلة الثالثة، فإن المدراء يفهمون تمامًا العلاقة بين الإدارة والقيادة التعليمية، وفي هذه المرحلة، بالإمكان دمج الإدارة والقيادة التعليمية والأنشطة والوظائف. أخيراً، فهم يفهمون القيادة التعليمية ويعكسونها كوجهة نظر متكاملة.

## السلبيات
من خلال المراجعة الشاملة للدراسات التجريبية، أشار هالينجر (2003)  إلى القيود المفروضة على مفهوم القيادة التعليمية وإلى يقظة للدراسات التجريبية. أولاً، لا يمكننا حصر دور المدراء الضيق، والذي يقتصر على تطوير الأنشطة التعليمية لتحصيل الطلبة، وإنما بفهم طبيعة مديري المدارس وذلك نظرًا لأن مدير المدرسة له أدوار مختلفة عند إدارة المدرسة.
ثانياً، تتأثر استراتيجيات القيادة التعليمية بسياق المدارس مثل مساحة المدرسة، والخلفية اللغوية، والمجتمع، والوضع الاجتماعي - الاقتصادي للمدرسة. بمعنى أن الأنشطة الفعالة للقادة التربويين تؤثرعلى أداء الطلبة وكذلك على الأداء المدرسي. لهذا، لابد من النظر إليها في سياق البيئة المدرسية والمجتمعية. في هذا المعنى، ربما يتم تجنب الجهود المبذولة لقياس آثار القيادة التعليمية دون النظر إلى السياق المدرسي في البحث التجريبي.